# Еміль Буріан
Еміль Буріан (чеськ. Emil Burian; 12 грудня 1876 — 9 жовтня 1926) — чеський оперний баритон, батько поета і композитора Еміля-Франтішека Буріана і дідусь чеського автора пісень і поета Яна Буріана.
Народився в Раковнику, був молодшим братом відомого чеського тенора Карела Буріана і, як і його брат, був учнем учителя співу Франтішека Пиводи у Празі. Професійний оперний дебют Буріана відбувся в 1895 році в Кельнській опері. Тоді він співав у Національному моравсько-сілезькому театрі в Остраві та Національному театрі Брно. З 1899 по 1901 рік він виступав у Хорватському національному театрі в Загребі, а з 1902 по 1904 рік працював у Театрі Йозефа Каєтана Тила в Пльзені. З 1904 по 1906 рік він був у списку співаків театрів Нюрнберга і Фрайбурга в Брайсгау. Він співав разом зі своїм братом у Саксонській державній опері Дрездена з 1906 по 1907 рік, а потім виступав у Гамбурзькій державній опері з 1908 по 1910 рік.
У 1910 році Буріан приєднався до співаків Національного театру в Празі. Він був одним із провідних співаків у цьому театрі аж до своєї смерті у віці 49 років у 1926 році в Празі.
Особливо відзначився у виконанні арій чеських авторів, зокрема Пржемисл у «Лібуші» Бедржиха Сметани, Томеш у «Поцілунку» Сметани, Владислав у «Даліборі» Сметани та головна партія в «Якобінці» Антоніна Дворжака. Інші арії в його репертуарі включали Тельрамунда в «Лоенгріні» Ріхарда Вагнера, Амфортаса в «Парсіфаль» Вагнера та Фігаро в «Севільському цирульнику». Він з'явився як Крушина у версії німого фільму 1913 року «Продана наречена».